# Hierarquia de assentamento
A hierarquia de assentamento é uma maneira de organizar assentamentos em uma hierarquia com base em sua população, ou alguns outros critérios. O termo é usado por historiadores de paisagem e no currículo nacional para Inglaterra. O termo também é utilizado no sistema de planejamento para o UK e para alguns outros países como a Irlanda, Índia e Suíça. O termo foi utilizado sem comentário pelo geógrafo Brian Roberts em 1972.
Quanto maior a população de um assentamento, a maior área geográfica, maior o status e maior a disponibilidade de serviços. Posição em uma hierarquia de assentamento também pode depender da esfera de influência. Isso é, o quanto as pessoas vão viajar para utilizar os serviços no assentamento, se as pessoas viajam mais a cidade se torna mais importante e classificações superiores na hierarquia de assentamento.

## Exemplo de uma hierarquia de assentamento
Neste exemplo, um edifício isolado está no ponto mais baixo, e uma conurbação está no topo com o maior número de pessoas. 
- Conurbação/área metropolitana – uma supercidade, constituída por várias cidades e vilas. A população, geralmente é de vários milhões de habitantes.
- Cidade grande – uma cidade com uma grande população e muitos serviços. A população é superior a 1 milhão de pessoas.
- Cidade – uma cidade que dispõe de serviços abundantes, mas não tantos como uma grande cidade. A população de uma cidade é mais de 100.000 pessoas.
- Vila grande – uma grande vila tem uma população de 20.000 a 100.000.
- Vila – a Vila tem uma população de 1.000 a 20.000
- Aldeia – uma aldeia geralmente não tem muitos serviços, possivelmente apenas uma pequena loja da esquina ou correios. A aldeia tem uma população de 100 a 1.000.
- Hamlet – um hamlet (ou povoado) tem uma população pequena (<100) e muito poucos (se houver) serviços, e alguns edifícios.
- Moradia Isolada – uma habitação isolada teria apenas 1 ou 2 edifícios ou famílias na mesma. Teria serviços insignificante, se houver.

## Problemas com o conceito de uma hierarquia de assentamento
Usando o tamanho de um assentamento pode ser enganosa em alguns casos, nem todos os limites de população ajustam. Algumas cidades (ex.:, Norwich) têm uma população menor do que algumas vilas (ex.:, Luton). Além disso, não há acordo quanto ao número de níveis na hierarquia ou o que, eles devem ser chamados. Muitos termos usados para descrever assentamentos (aldeia, por exemplo) não tem definição legal, ou pode ter definições legais contraditórias em diferentes jurisdições.

## Hierarquia e Status
Posição em uma hierarquia de assentamento aceite implica status que por sua vez, reforça a posição do assentamento na hierarquia. Status pode derivar de ser a residência de um rei ou membro do alto escalão da nobreza ou de ser a localização de um estabelecimento religioso importante. A hierarquia formal de assentamentos parece ter sido comum na Inglaterra do século X. O centro de uma propriedade (freqüentemente chamado de "caput") poderiam ser apoiados por assentamentos subsidiarios dado às vezes funções especializadas. Por exemplo, uma propriedade real saxã poderia ser apoiado por estabelecimentos especializados na produção de queijo ou de cevada ou de manutenção do rebanho de ovelhas.

## Hierarquia de assentamento no sistema de planejamento do Reino Unido
A posição de um assentamento na hierarquia destina-se a informar as decisões sobre os novos desenvolvimentos, como a habitação. Ao invés de definir a hierarquia pela população, um caminho alternativo para construir a hierarquia é baseado nos serviços que estão disponíveis dentro de cada assentamento. Assentamentos são descritos como "nível 1", "nível 2", etc ao invés de usar termos como aldeia ou vila. A declaração de planejamento do Governo (PPS3) não menciona especificamente "hierarquias de assentamento", mas as conversações sobre a disponibilidade de serviços para pequenos assentamentos rurais. O termo é usado um número de vezes na orientação para a preparação de provas para as decisões de planejamento.